# Affenpinscher
L'Affenpinscher est un chien d'origine allemande dont le nom signifie « griffon-singe ». Il est également appelé Zwergaffen.
L'espérance moyenne de vie pour cette race est d'environ 15 ans.[réf. souhaitée]

## Histoire
Cette race de chiens originaire d'Allemagne est très ancienne. À l'origine c'était probablement des chiens de famille. Des chiens semblables ont été représentés dès les XVe et XVIe siècles par les artistes Jan Van Eyck et Albrecht Dürer.
Au XVIIe siècle les commerçants et fermiers allemands l'utilisent pour ses formidables qualités de ratier.
Aujourd'hui c'est surtout un chien de compagnie.

### Caractère
Heureux mélange d'exubérance et de sagesse, ce petit animal de compagnie, joueur et dynamique, aime faire le clown. Il est aussi obéissant et calme à ses heures.
L'Affenpinscher est parfaitement adaptée à la vie en appartement et l'entretien de son poil est très aisé.
Son attachement au foyer, son intrépidité et sa vigilance en font un excellent gardien. C'est aussi un bon chasseur de rongeurs.
Lors de concours, un comportement peureux ou agressif entraîne une disqualification.